# Vienna (Dakota del Sur)
Vienna es un pueblo ubicado en el condado de Clark en el estado de los Estados Unidos de Dakota del Sur. En el censo de 2010 tenía una población de 45 habitantes y una densidad poblacional de 20,63 personas por km².

## Geografía
Vienna se encuentra ubicado en las coordenadas 44°42′11″N 97°30′0″O / 44.70306, -97.50000. Según la Oficina del Censo de los Estados Unidos, Vienna tiene una superficie total de 2.18 km², de la cual 2.18 km² corresponden a tierra firme y (0%) 0 km² es agua.

## Demografía
Según el censo de 2010, había 45 personas residiendo en Vienna. La densidad de población era de 20,63 hab./km². De los 45 habitantes, Vienna estaba compuesto por el 95.56% blancos, el 0% eran afroamericanos, el 0% eran amerindios, el 0% eran asiáticos, el 0% eran isleños del Pacífico, el 0% eran de otras razas y el 4.44% pertenecían a dos o más razas. Del total de la población el 0% eran hispanos o latinos de cualquier raza.